# Зденко Микина
Зденко Микина (Вировитица, 1929 — Загреб, 1959) је био одбојкашки репрезентативац Југославије.
По занимању је био наставник физичког васпитања. Радио је у Основној школи Нада Макаровћ.
Завршио је гимназију у Вировитици, а Педагошку академију у Загребу. Одбојку је почео играти као средњошколац, а касније у АОК Младост Загреб. За репрезентацију Југославије одиграо је 56 утакмица. 
Био је члан репрезентавије на њеном првом учешћу на Светском првенству 1956. где је заузето осмо место, затим на првом учешћу на Европским првенствима 1951. у Паризу пето место, 1955. у Букурешту пето место и 1958. у Прагу седмо место.
Боловао је од тумора и умро веома рано, у тридесетој години. ХАОК Младост организује сваке године одбојкашки помен турнир Меморијал Зденка Микине.